# Gordon Edward Pfeiffer
Gordon Edward Pfeiffer né le 10 octobre 1899 à Québec et mort le 25 mai 1983 à Rosemère est un maître teinturier et peintre canadien,. 

## Biographie
Gordon Edward Pfeiffer est le fils d'Adolph Pfeiffer et de Lily Wright.  Il fréquente l'école de Miss Bonhams, le Boys High School du Stanstead Wesleyan College. Il étudie la chimie et l'économie à Harvard pendant deux étés. Pfeiffer épouse en 1925, Dorothy (née Douglas Young), musicienne et ancienne critique d'art de la Montreal Gazette, en juin 1925. Ils ont eu quatre enfants, Gordon Jr., Douglas, Helen et Bruce. Pfeiffer expose ses œuvres de 1928 à 1954 à l'Art Association of Montreal. 
La bibliographie et le catalogue raisonné de Cotton Aimers intitulé Gordon E. Pfeiffer, rédigé en collaboration avec le peintre, est une source d'informations sur les marchands d'art, les collectionneurs et les mécènes qui l'ont soutenu tout au long de sa carrière.   
Corinne Dupuis-Maillet est une artiste qui a aidé Pfeiffer à pénétrer dans le milieu artistique montréalais lors de son déménagement à Westmount.   
Le Dr. Max Stern de la Galerie Dominion (1941-2000), à Montréal, fut l'un des tout premiers mécènes de Pfeiffer à l'époque où il commença à peindre des paysages.   

## Expositions

### Expositions collectives
- Galerie des beaux-arts, Musée du Québec, 1933[5]
- Charles Huot, Gordon Pfeiffer, Louise Gignac, Musée du Québec 1934
- Le salon de Québec, mars 1937, École des beaux-arts de Québec

- Académie royale des arts du Canada  : 1928 à 1951
- Galerie Pauline Johnson, Montréal   : 1979 à 1981

### Expositions solo
- Château Frontenac, Québec   : 1930 à 1933, 1935 à 1937 et 1948[3]
- Gordon E. Pfeiffer : tableaux et esquisses, décembre 1941, Palais Montcalm, Québec
- Oil paintings by Gordon E. Pfeiffer, 1963, Musée des beaux-arts de Montréal
- Gordon Pfeiffer, Centre culturel de Verdun, 1972
- Galerie Colbert, Montréal   : 1977 à 1980

## Musées et collections publiques
- Brasserie Molson (aujourd'hui Molson-Coors )

- Hydro-Québec
- Industrial Acceptance Corporation (maintenant Banque continentale du Canada)
- Kilborn Engineering (maintenant une partie de SNC-Lavalin )
- Musée Bruck, Cowansville
- Musée Colby-Curtis, Stanstead
- Musée d'art contemporain de Montréal
- Musée d'art de Joliette
- Musée de la civilisation, collection du Séminaire de Québec[6]
- Musée des beaux-arts de Montréal
- Musée des beaux-arts de Sherbrooke
- Musée national des beaux-arts du Québec[7]
- La Pulperie de Chicoutimi
- Université McGill